# 玛丽亚·桑德尔
玛丽亚·桑德尔（德語：Maria Sander，1924年10月30日—1999年1月12日），德国女子田径运动员。她曾代表德国、德国联队参加1952年和1956年夏季奥林匹克运动会田径比赛，获得一枚银牌和一枚铜牌。